# Miss Mondo 1969
Miss Mondo 1969, la diciannovesima edizione di Miss Mondo, si è tenuta il 27 novembre 1969, presso il Royal Albert Hall di Londra. Il concorso è stato presentato da Michael Aspel. Eva Rueber-Staier, rappresentante dell'Austria è stata incoronata Miss Mondo 1969.

## Risultati
| Risultato finale | Concorrente |
| ---------------- | --- |
| Miss Mondo 1969  | - Austria - Eva Rueber-Staier |
| 2ª classificata  | - Stati Uniti - Gail Renshaw |
| 3ª classificata  | - Germania - Christa Margraf |
| 4ª classificata  | - Guyana - Pamela Patricia Lord |
| 5ª classificata  | - Venezuela - Marzia Rita Gisela Piazza Suprani |
| Finaliste        | - Norvegia - Kjersti Jortun - Sudafrica - Linda Meryl Collett |
| Semifinaliste    | - Finlandia - Päivi Ilona Raita - Francia - Suzanne Angly - Giamaica - Marlyn Elizabeth Taylor - Israele - Tehila Selah - Malta - Mary Brincat - Nuova Zelanda - Carole Robinson - Regno Unito - Sheena Drummond - Rep. Ceca - Marcela Bitnarova |

## Concorrenti
- Argentina - Graciela Marino
- Australia - Stefane Meurer
- Austria - Eva Rueber-Staier
- Bahamas - Wanda Pearce
- Belgio - Maud Alin
- Brasile - Ana Cristina Rodrigues
- Canada - Jacquie Perrin
- Cecoslovacchia - Marcela Bitnarova
- Cile - Ana Maria Nazar
- Cipro - Flora Diaouri
- Colombia - Lina Maria Garcia Ogliastri
- Corea del Sud - Kim Seung-hee
- Costa Rica - Damaris Ureña
- Danimarca - Jeanne Perfeldt
- Ecuador -  Ximena Aulestia Díaz
- Filippine - Feliza (Liza) Teresa Nuesa Miro
- Finlandia - Päivi Ilona Raita
- Francia -  Suzanne Angly
- Gambia -  Marie Carayol
- Germania -  Christa Margraf
- Giamaica - Marlyn Elizabeth Taylor
- Giappone - Emiko Karashima
- Gibilterra - Marilou Chiappe
- Grecia - Heleni Alexopoulou
- Guyana - Pamela Patricia Lord
- India - Adina Shellim
- Irlanda - Hillary Clarke
- Islanda - Ragnheidur Pétursdóttir
- Israele -  Tehila Selah
- Jugoslavia - Radmila Zivkovic
- Libano - Rola Mayzob
- Liberia - Antionette Coleman
- Lussemburgo - Jacqueline Schaeffer
- Malta -  Mary Brincat
- Messico - Gloria Leticia Hernández Martín del Campo
- Nicaragua - Carlota Marina Brenes López
- Nigeria - Morenkike Farabidio
- Norvegia - Kjersti Jortun
- Nuova Zelanda - Carole Robinson
- Paesi Bassi - Nente van der Vliet
- Paraguay - Blanca Zaldivar
- Regno Unito - Sheena Drummond
- Rep. Dominicana - Sandra Simone Cabrera Cabral
- Seychelles - Sylvia Labonte
- Stati Uniti - Gail Renshaw
- Sudafrica - Linda Meryl Collett
- Svezia - Ingrid Marie Ahlin
- Svizzera - Astrid Vollenweider
- Tunisia - Zohra Tabania
- Turchia - Sermin Aysin
- Venezuela - Marzia Rita Gisela Piazza Suprani